# Jinji (ort)
Jinji är en ort i Kina. Den ligger i den autonoma regionen Guangxi, i den södra delen av landet, omkring 260 kilometer öster om regionhuvudstaden Nanning. Antalet invånare är 56 816.
Runt Jinji är det tätbefolkat, med 266 invånare per kvadratkilometer. Det finns inga andra samhällen i närheten. I omgivningarna runt Jinji växer i huvudsak städsegrön lövskog.
Genomsnittlig årsnederbörd är 2 206 millimeter. Den regnigaste månaden är maj, med i genomsnitt 357 mm nederbörd, och den torraste är oktober, med 42 mm nederbörd.